# Вершиново-Муравійська сільська рада
Верши́ново-Мураві́йська сільська́ ра́да — адміністративно-територіальна одиниця та орган місцевого самоврядування в Куликівському районі Чернігівської області. Адміністративний центр — село Вершинова Муравійка.

## Загальні відомості
Вершиново-Муравійська сільська рада утворена у 1919 році.
- Територія ради: 33,69 км²
- Населення ради: 581 особа (станом на 2001 рік)

## Населені пункти
Сільській раді були підпорядковані населені пункти:
- с. Вершинова Муравійка
- с. Кошарище

## Склад ради
Рада складалася з 14 депутатів та голови.
- Голова ради: Ревко Людмила Андріївна
- Секретар ради: Фесюк Валентина Олександрівна

### Керівний склад попередніх скликань
| Прізвище, ім'я, по батькові | Основні відомості                                                 | Дата обрання | Дата звільнення |
| --------------------------- | ----------------------------------------------------------------- | ------------ | --------------- |
| Ревко Людмила Андріївна     | Сільський голова, 1958 року народження, освіта вища, позапартійна | 26.03.2006   | 31.10.2010      |
| Ревко Людмила Андріївна     | Сільський голова, 1958 року народження, освіта вища, позапартійна | 31.10.2010   |                 |

Примітка: таблиця складена за даними сайту Верховної Ради України

### Депутати
За результатами місцевих виборів 2010 року депутатами ради стали:

#### За суб'єктами висування
| Суб'єкт висування           | Кількість обраних депутатів | %    |
| --------------------------- | --------------------------- | ---- |
| Самовисування               | 7                           | 50   |
| Партія регіонів             | 6                           | 42,9 |
| Комуністична партія України | 1                           | 7,1  |

#### За округами
| № округу                    | Прізвище, ім'я, по батькові     | Дата визнання обраним | Освіта             | Партійна приналежність            | Відомості про обраного депутата                       |
| --------------------------- | ------------------------------- | --------------------- | ------------------ | --------------------------------- | ----------------------------------------------------- |
| Комуністична партія України |                                 |                       |                    |                                   |                                                       |
| 11                          | Козачок Любов Степанівна        | 01.11.2010            | вища               | член Комуністичної партії України | пенсіонер                                             |
| Партія регіонів             |                                 |                       |                    |                                   |                                                       |
| 3                           | Примак Ірина Миколаївна         | 01.11.2010            | вища               | позапартійна                      | виконавча служба, державний виконавець                |
| 4                           | Онопрійко Олена Миколаївна      | 01.11.2010            | вища               | позапартійна                      | медпункт, завідувачка                                 |
| 5                           | Кезля Валентина Дмитрівна       | 01.11.2010            | вища               | член Партії регіонів              | ПП «Мірошник К. І.», продавець                        |
| 6                           | Сапетова Валентина Олексіївна   | 01.11.2010            | середня            | позапартійна                      | пенсіонер                                             |
| 10                          | Завалей Алла Георгіївна         | 01.11.2010            | середня            | позапартійна                      | тимчасово не працює                                   |
| 12                          | Баглай Лариса Олександрівна     | 01.11.2010            | вища               | позапартійна                      | Горбівська загальноосвітня школа, заступник директора |
| Самовисування               |                                 |                       |                    |                                   |                                                       |
| 1                           | Кисіль Ольга Олександрівна      | 01.11.2010            | вища               | позапартійна                      | Вершинова Муравійська сільська рада, касир            |
| 2                           | Герасименко Валентина Федорівна | 01.11.2010            | вища               | член Української Народної Партії  | пенсіонер                                             |
| 7                           | Ткаченко Валентина Ігорівна     | 01.11.2010            | вища               | позапартійна                      | пенсіонер                                             |
| 8                           | вареца Валентина Петрівна       | 10.01.2011            | середня            | позапартійна                      | пенсіонер                                             |
| 9                           | Мулач Олександр Анатолійович    | 01.11.2010            | середня            | позапартійний                     | ТОВ, Десна АС", водій                                 |
| 13                          | Ляшенко Ольга Василівна         | 07.04.2014            | середня спеціальна | позапартійна                      | територіальний центр, соціальний працівник            |
| 14                          | Фесюк Валентина Олександрівна   | 01.11.2010            | вища               | член Народної партії              | Вершинова Муравійська сільська рада, секретар         |